# Савезна агенција за образовање
Савезна агенција за образовање (Рособразование) је савезни орган извршне власти у надлежности Министарства просвјете и науке Руске Федерације . Основана је 9. марта 2004. године, обављала је функције пружања јавних услуга, управљања савезном имовином, као и функције спровођења закона у области образовања, васпитања, старатељства и старатељства малољетника, социјалне подршке и социјалне заштите ученика и ђака образовних установа.
У почетку је у надлежности била и омладинска политика, али су од септембра 2007. године ова овлашћења пренијета на успостављени Државни комитет Руске Федерације за питања младих, који је у мају 2008. године трансформисан у Федералну агенцију за питања младих.
Савезна агенција за образовање је укинута 10. марта 2010. године, његове функције су пренијете на Министарство просвјете и науке Руске Федерације .

## Задаци
- организовање дјелатности образовних установа општег, стручног и додатног образовања за пружање јавних услуга у области образовања;
- организовање усавршавања и преквалификације научно-педагошких радника државних установа високог стручног образовања и државних научних организација које дјелују у систему високог и постдипломског стручног образовања.

## Руководиоци агенције
- Балихин Григориј Артјомовичћ (13. март 2004 - 4. октобар 2007.)
- Булаев Николај Иванович (4. октобар 2007 - 10. март 2010.)
- Рождественски Александар Викторовић - предсједник Комисије за ликвидацију (10. март 2010. - 1. новембар 2010.)